# شهرستان اوست-دونتسکی
شهرستان اوست-دونتسکی (به لاتین: Ust-Donetsky District) یک شهرستان در روسیه است که در استان روستوف واقع شده‌است.